# Московське (Багратіоновський район, Прикордонне сільське поселення)
Московське (рос. Московское) — селище Багратіоновського району, Калінінградської області Росії. Входить до складу Погранічного сільського поселення.
Населення — 6 осіб (2015 рік).